# Trapmosfamilie
De trapmosfamilie (Lophoziaceae) is een familie van levermossen die behoren tot de orde Jungermanniales.

## Kenmerken
Lophoziaceae behoren tot de groep van de bebladerde levermossen. Het zijn landbewonende, kleine tot middelgrote mossen die meestal kruipend tot rechtopstaand groeien en vaak bruin tot roodachtig van kleur zijn. Ze hebben meestal twee- tot vierlobbig ingedeelde schubbladen, zelden onverdeeld. Onderbladen kunnen groot of klein zijn, of helemaal ontbreken. De bladcellen bevatten 2 tot 50 olielichaampjes. Perianthia zijn ten minste aan de basis stengelrond. Sporenkapsels zijn kort-eivormig, zelden bolvormig.

## Verspreiding
Het verspreidingsgebied van de trapmosfamilie strekt zich voornamelijk uit in de koele en koude streken van het noordelijk halfrond. Op het zuidelijk halfrond komen slechts enkele geslachten voor.

## Geslachten
De familie bevat de volgende geslachten:
- Andrewsianthus R.M.Schust.
- Gerhildiella Grolle
- Heterogemma (Jørg.) Konstant. & Vilnet
- Lophozia (Dumort.) Dumort.
- Lophoziopsis Konstant. & Vilnet
- Pseudocephaloziella R.M.Schust.
- Trilophozia (R.M.Schust.) Bakalin
- Tritomaria Schiffn. ex Loeske